# Carex conoides
Carex conoides är en halvgräsart som beskrevs av Georg Kükenthal. Carex conoides ingår i släktet starrar, och familjen halvgräs. Inga underarter finns listade i Catalogue of Life.